# Laboule
Laboule är en kommun i departementet Ardèche i regionen Auvergne-Rhône-Alpes i sydöstra Frankrike. Kommunen ligger  i kantonen Valgorge som ligger i arrondissementet Largentière. År 2022 hade Laboule 144 invånare.

## Befolkningsutveckling
Antalet invånare i kommunen Laboule
Referens: INSEE